# Hưng Nhân (xã)
Hưng Nhân là một xã thuộc huyện Vĩnh Bảo, thành phố Hải Phòng, Việt Nam.
Xã Hưng Nhân có diện tích 4,18 km², dân số năm 1999 là 3690 người, mật độ dân số đạt 883 người/km².